# Инкассатор (фильм, 2009)
«Инкассатор» (англ. Armored) — американский кинофильм 2009 года.

## Сюжет
К группе охранников-инкассаторов, работающих в частной компании Eagle Shield, присоединяется новый сотрудник — молодой афроамериканец Тай Хакетт. Его коллеги, в обязанности которых входит перевозка денег из Федерального резервного банка в местные банки, доброжелательно принимают его в свой коллектив, а лидер группы Майк Кокрэн оказывает особое внимание и поддержку новичку. Тай живёт со своим младшим братом по имени Джимми, опекуном которого он является. Однако, местный банк собирается конфисковать дом, в котором живут братья, за регулярную неуплату ипотечных взносов. Майк Кокрэн, узнав о финансовых проблемах новичка, начинает постепенно намекать Таю, что он и четверо его коллег вынашивают план ограбления двух инкассаторских машин, на которых они сами же работают.
В условленный день, два бронированных автомобиля компании Eagle Shield должны будут перевозить 42 миллиона долларов. Майк и его коллеги хотят представить дело так, будто по пути в банк на их машины напали неизвестные грабители. На самом же деле они собираются заехать на заброшенную фабрику и, вытащив сейфы из машин, забрать себе деньги. Майк предлагает Таю принять участие в этой афере. Тай сначала резко отвергает предложение Майка принять участие в имитации ограбления, но денежные проблемы вынужнают его нехотя согласиться. Однако, Тай выдвигает одно-единственное условие: во время всей операции не должна пролиться ничья кровь и никто не должен пострадать. Майк уверяет Тая, что это условие будет легко соблюдено, так как никто из посторонних не будет участвовать в деле. «Мы же все свои» — говорит он.
Сначала всё идёт по плану: Во время рабочего дня Майк, Тай и четверо их коллег заезжают на двух бронированных машинах на территорию заброшенной фабрики, выгружают сейф из первой машины и, вынув все денежные купюры, прячут их в яме. Но, до того, как им удаётся приступить к разгрузке второй машины, они вдруг замечают, что за ними кто-то тайком наблюдает со стороны. Вооружённые инкассаторы начинают бешеную охоту за незнакомцем, которым оказывается жалкий бездомный бродяга. Догнав бомжа, они убивают его. Тай неожиданно понимает, что он влип в криминальную историю. Потрясённый убийством, он резко меняет своё отношение к происходящему и заявляет Майку, что хочет оповестить о случившемся полицию. Майк и его друзья угрожают ему расправой. Тай, улучив момент, залезает во вторую бронированную машину и запирается в ней изнутри.
У грабителей остаётся лишь около получаса, чтобы выманить его из машины и получить доступ к деньгам. Начинаются лихорадочные попытки открыть кузов автомобиля: они пытаются выбить дверные петли и шарниры кузова с помощью клина и кувалды. С каждым ударом кувалды неумолимо приближается страшная развязка ситуации. Однако, Таю вдруг удаётся временно включить сигнализацию автомобиля. Шум сигнализации привлекает внимание молодого полицейского по имени Джейк Экхарт, который в это время завтракал в городе. Джейк на полицейской машине заезжает на территорию фабрики, чтобы осмотреть её. Его сразу же замечают злоумышленники. Чтобы отвлечь внимание полицейского от ограбления, Майк выходит из здания и, выдавая себя за фабричного охранника, говорит Джейку, что на территории фабрики всё спокойно и нет ничего подозрительного. Однако в этот самый момент Таю удаётся ещё раз включить сигнализацию. Начинается стрельба и грабителям удаётся тяжело ранить полицейского. Они втаскивают его внутрь здания и оставляют лежать в луже крови.
Из-за разногласий, среди грабителей начинаются споры и ругань, что временно отвлекает их внимание от Тая. Воспользовавшись этим, Тай тайком вылезает из машины и бросает зажигательную бомбу в яму с украденными деньгами. Грабители пытаются потушить пламя, а Тай тем временем незаметно втаскивает Джейка в кузов бронированной машины и оказывает ему первую медицинскую помощь. Теперь у Тая появляется возможность воспользоваться полицейской рацией.
После того, как Тай всё-таки вызвал полицейский патруль один из злоумышленников привозит на фабрику братишку Тая — перепуганного подростка по имени Джимми. Они угрожают убить Джимми, если Тай не выйдет из машины.
В конце концов, после дальнейших головокружительных событий, план грабителей полностью проваливается, а Таю и Джейку удаётся спастись. Джейк скрывает участие Тая в ограблении. Руководитель инкассаторской службы благодарит Тая за проявленное мужество и обещает ему щедрое материальное вознаграждение.

## В ролях
| Актёр            | Роль                  |
| ---------------- | --------------------- |
| Мэтт Диллон      | Майк Кокрэн           |
| Жан Рено         | Куин                  |
| Лоренс Фишберн   | Бейнс                 |
| Амори Ноласко    | Палмер                |
| Фред Уорд        | Дункан Эшкрофт        |
| Майло Вентимилья | Экхарт                |
| Скит Ульрих      | Доббс                 |
| Коламбус Шорт    | Тай Хаккетт           |
| Андре Кинни      | Джимми Хаккетт        |
| Глен Таранто     | Джо                   |
| Ник Джеймсон     | бездомный             |
| Лорна Рейвер     | агент по защите детей |
| Эндрю Фисцелла   | диспетчер № 1         |